# Саул
Саул („питал или питащият“) е първият цар на Израил, чиято вълнуваща история е предадена в I Цар. 9 – 31 гл.
В началото на историята си той е изключително силен и смел човек от Вениаминовото коляно. Помазан е от пророк Самуил, който пръв предупреждава евреите за опасностите, които ги грозят във връзка с това (I Цар. 8; 10 гл.). Саул скоро спечелва голяма победа, при която проявява великодушие (I Цар. 11 гл.). Три пъти обаче се отказва от своята роля. Заради нетърпението си превишава своите правомощия, като принася жертви (I Цар. 15 гл.), заради което пророк Самуил предрича отхвърлянето на управлението му. След това Саул не се подчинява на Бога, като решава да помилва някои от амаликитите (I Цар. 15 гл.), и, трето – посещава Аендорската магьосница, за да чуе мнението на починалия пророк Самуил. Последните му години преминават в горчив сблъсък с неговия наследник Давид.